# Gustaf Rosenberg (reklamman)
Gustaf Rosenberg, född 12 februari 1902 i Stockholm, död 13 oktober 1967 i Lidingö församling, var en svensk reklamman.
Gustaf Rosenberg var son till trädgårdsmästaren Lars Daniel Rosenberg. Efter studentexamen i Stockholm 1921 genomgick han Handelshögskolan i Stockholm och diplomerades därifrån 1923. Han fortsatte sin utbildning som stipendiat i USA och blev 1925 Master of Commercial Science vid New York University. Efter några års verksamhet som revisor grundade Rosenberg 1928 tidskriften Affärsekonomi och var från början dess huvudredaktör och VD för dess förlagsaktiebolag. Rosenberg var initiativtagaren till utställningarna "Moderna kontoret" 1929 och 1935 och en av stiftarna av Företagsekonomiska föreningen (1935), där han i olika perioder tjänstgjort som sekreterare och skattmästare. Sedan 1936 var han sekreterare i Svenska reklamförbundet, där han 1939 utsågs till ordförande i undervisningskommittén. Rosenberg, var en av de ledande krafterna inom det svenska reklamväsendet, kom på 1930- och 1940-talet att anlitas i ett stort antal offentliga och enskilda förtroendeuppdrag, bland annat som medlem av Svenska nationalkommittén för rationell organisation från 1937, som ledamot av Informationsstyrelsens reklamråd 1940–1945 samt som medlem av Svenska institutets råd från 1945.